# 3893 DeLaeter
3893 DeLaeter (1980 FG12) là một tiểu hành tinh vành đai chính được phát hiện ngày 20 tháng 3 năm 1980 bởi M. P. Candy ở Đài thiên văn Perth.